# Laxmipura, Belur
Laxmipura là một làng thuộc tehsil Belur, huyện Hassan, bang Karnataka, Ấn Độ.